# Сан-Бартоло
Сан-Бартоло (ісп. San Bartolo) — руїни міста цивілізації мая в департаменті Петен (Гватемала).

## Історія
Перше поселення утворилось близько 800 року до н. е. У 600 році до н. е. сформувалася місто-держава. Втім стародавню назву самого міста й держави вчені поки не з'ясували. Династична та політична історія цієї політії достеменно невідома. З археологічних розкопок з'ясовано про наявність складної соціально-політичної організації в Сан-Бартоло на чолі із священним володарем (кухуль ахавом).

## Опис
Розташовано на північний захід від руїн міста Уашактун, на західній межі басейну Мірадор. Загальна площа становить 4 км2.
Основу складає тріадовий комплекс, що складається з великої піраміди заввишки майже 29 м, що отримала назву «Лас-Вентанас», тобто «Вікна». Вважається найстарішою спорудою, що початок її зведення датується 800 роком до н. е. Він має схожість з подібними комплексами з Групи H Уашактуна, Північного Акрополя Тікаля. Надалі вона перебудовувалася і добудовувалася. Останні зміни здійснені у 50-60 роках н. е. Основу становить платформу і власне піраміду. Іншу частину складає храм, що носить назву «Лас-Пінтурас» («Малюнки») заввишки 22,86 м з кімнатами з настінними розписами. За це отримав свою назву. У цьому храмі є кімната 1, де виявлено найдавніші маянські письмена (датовані 250—300 роками н. е.).
На захід від цієї піраміди знайдено царський палац заввишки 8 м. Складається з декількох кімнат, основу складає кам'яна кладка.
На центральній площі розташовано палац «Тигровий (оцелотовий) комплекс», в якій виявлено багате поховання, що належало одному з місцевих царів. Воно є одне з найстаріших серед міст мая, датується 19 роком до н. е. Тут знайдено чудову пектораль з нефриту.
Біля східної частини площі розташовувався майданчик для гри у м'яч, що датовано 600 роком до н. е.
Стародавня група «Ябалі» («Кабан») складається з декількох площ, внутрішніх дворів та будівель, що розташовано на відстані 500 м від центральної площі.

### Живопис
У 2001 році виявлені барвисті настінні розписи, що датуються приблизно 100 роком до н. е. На сьогодні є найстарішими фресками мая серед відомих настінних розписів. Вони заввишки 1,4 м. Авторами розписів вважається 2 або 3 майстри мая.
Основні фарби є червона і чорна на білому фоні. Останній виготовлено зі стукко. Його було підготовлено з органічним клеєм з місцевого дерева , змішаний зі згорілим вапняком і мінералом-саскабом. Це забезпечувало стійкість та тривалу живучість фарб і розписів.
Тут зображено міфологічні сцени, відображена церемонія коронації двох володарів, які звернені обличчям один до одного і отримують головний убір або прикраси, які є символом царської влади. Залишається неясним, чому в Сан-Бартоло зображено сходження на престол двох правителів. Дослідники припускають, що в першому випадку було показано легендарне сходження на трон Бога маїсу в далекому минулому, а в другому — реальна коронація історичного правителя Сан-Бартоло, який через такі художні прийоми уподібнювався божеству і ставав його спадкоємцем.
Іншою цікавинкою фресок є зображення міфічного сюжету мая з Пополь-Вуха, зокрема про утворення світу, світове дерево-сейбу, що розкинулося на 4 сторони світу, зв'язавши небо і підземне царство (Шибальбу). Тут також представлені герої-близнюки, правителі Шибальби.

## Дослідження
У 2001—2003 році проводилися дослідження великої піраміди та храм поруч з нею на чолі із Вільямом Сатурно з Музею Пібоді (США). Настінні розписи зафіксував Карл Таубе. У 2004—2006 роках розкопки в Сан-Бартоло тривали.